# كرايغ روكاستلي
كرايغ روكاستلي (بالإنجليزية: Craig Rocastle)‏ هو لاعب كرة قدم غرينادي في مركز الوسط، ولد في 17 أغسطس 1981 في لندن في المملكة المتحدة. شارك مع منتخب غرينادا لكرة القدم. أما مع النوادي، فقد لعب مع أولدهام أثلتيك وبورت فايل وتشيلسي وسبورتينغ كانساس سيتي وشيفيلد وينزداي وفوريست غرين ونادي بارنسلي ونادي غيلينغهام ونادي لينكولن سيتي ونادي هيبرنيان ويوفل تاون.

## وصلات خارجية
- كرايغ روكاستلي على موقع الدوري الأمريكي (الإنجليزية)
- كرايغ روكاستلي على موقع قاعدة بيانات كرة القدم.إي يو (الإنجليزية)
- كرايغ روكاستلي على موقع ناشيونال فوتبول تيمز (الإنجليزية)
- كرايغ روكاستلي على موقع Soccerbase.com (لاعب) (الإنجليزية)
- كرايغ روكاستلي على موقع Soccerway.com (الإنجليزية)
- كرايغ روكاستلي على موقع عالم كرة القدم.نت (الإنجليزية)